# Armadilloniscus aestuarii
Armadilloniscus aestuarii là một loài chân đều trong họ Detonidae. Loài này được Verhoeff miêu tả khoa học năm 1930.